# Dryocoetes
Dryocoetes är ett släkte av skalbaggar som beskrevs av Eichhoff 1864. Dryocoetes ingår i familjen vivlar.

## Bildgalleri

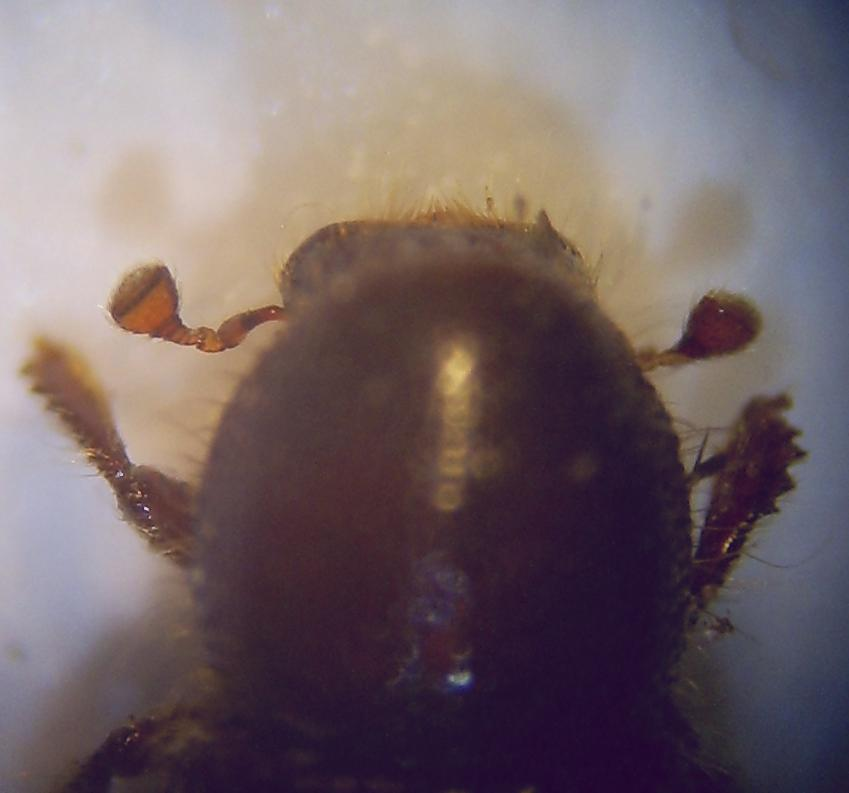
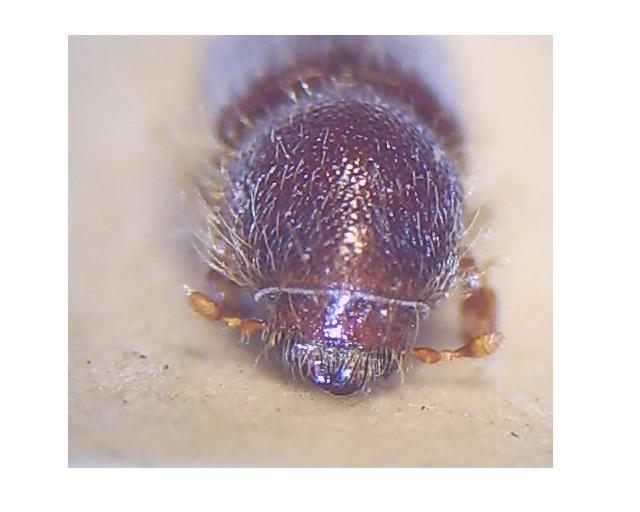
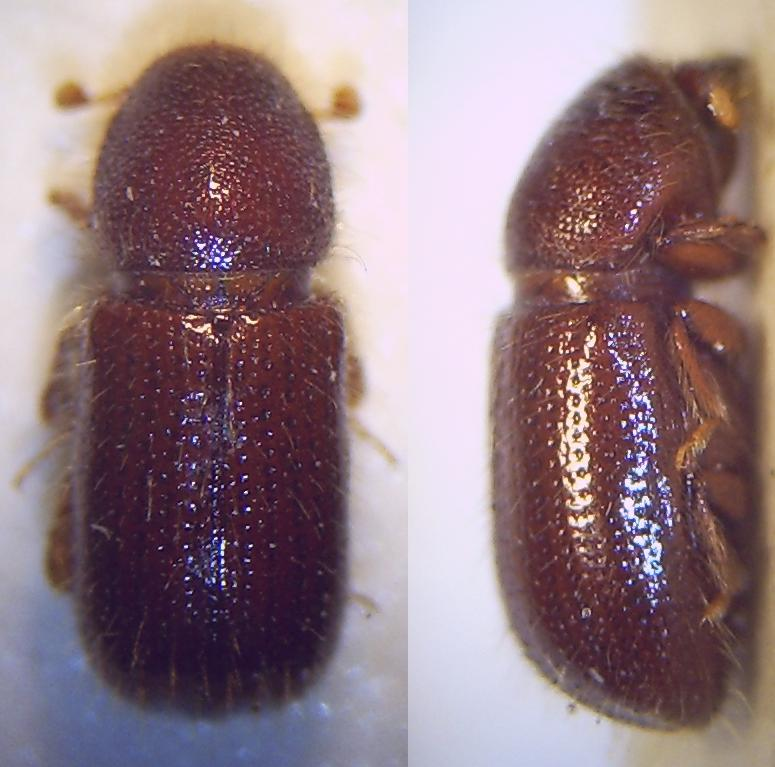
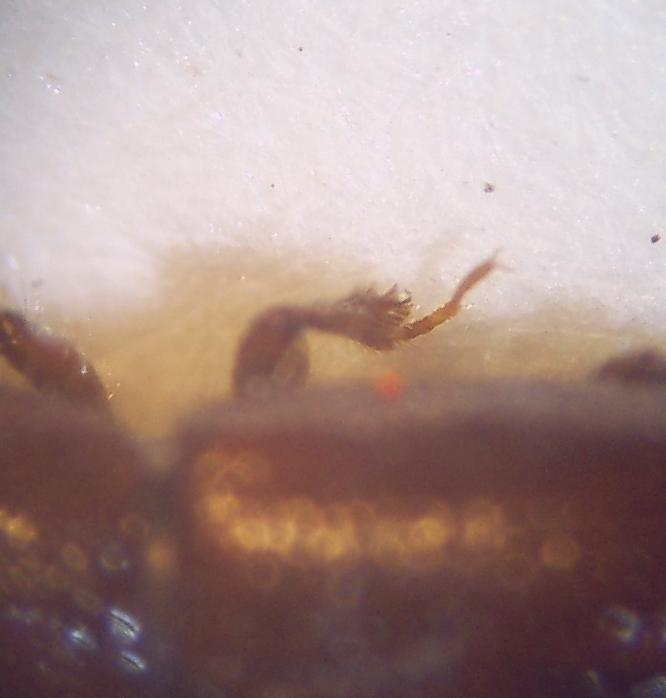

## Dottertaxa tillDryocoetes, i alfabetisk ordning[1][2]
- Dryocoetes abietinus
- Dryocoetes abietis
- Dryocoetes aceris
- Dryocoetes adeniae
- Dryocoetes aethiopicus
- Dryocoetes affaber
- Dryocoetes affinis
- Dryocoetes africanus
- Dryocoetes alni
- Dryocoetes alternans
- Dryocoetes americanus
- Dryocoetes apatoides
- Dryocoetes artepunctatus
- Dryocoetes ater
- Dryocoetes australis
- Dryocoetes autographus
- Dryocoetes baikalicus
- Dryocoetes bengalensis
- Dryocoetes betulae
- Dryocoetes brasiliensis
- Dryocoetes brevipilosus
- Dryocoetes capronatus
- Dryocoetes carbonarius
- Dryocoetes carpini
- Dryocoetes carpinivorus
- Dryocoetes caryi
- Dryocoetes castaneus
- Dryocoetes cerasi
- Dryocoetes chirindaensis
- Dryocoetes chlorophorae
- Dryocoetes coffeae
- Dryocoetes confusus
- Dryocoetes congonus
- Dryocoetes conspicuus
- Dryocoetes crassus
- Dryocoetes cristatus
- Dryocoetes dimorphus
- Dryocoetes dinoderoides
- Dryocoetes dubius
- Dryocoetes eichhoffi
- Dryocoetes eugeniae
- Dryocoetes flavicornis
- Dryocoetes formosanus
- Dryocoetes furvus
- Dryocoetes graniceps
- Dryocoetes granicollis
- Dryocoetes gravidus
- Dryocoetes hectographus
- Dryocoetes hewetti
- Dryocoetes himalayensis
- Dryocoetes hirsutus
- Dryocoetes hirtus
- Dryocoetes indicus
- Dryocoetes infuscatus
- Dryocoetes inopinatus
- Dryocoetes insularis
- Dryocoetes italus
- Dryocoetes javanus
- Dryocoetes karamatsu
- Dryocoetes kepongi
- Dryocoetes krivolutzkajae
- Dryocoetes leonhardi
- Dryocoetes leprieuri
- Dryocoetes limbatus
- Dryocoetes liquidambaris
- Dryocoetes longicollis
- Dryocoetes luteus
- Dryocoetes luzonicus
- Dryocoetes macilentus
- Dryocoetes malaccensis
- Dryocoetes malayensis
- Dryocoetes maurus
- Dryocoetes mayumbensis
- Dryocoetes mediterraneus
- Dryocoetes melaenus
- Dryocoetes milletiae
- Dryocoetes minor
- Dryocoetes minutissimus
- Dryocoetes minutus
- Dryocoetes moestus
- Dryocoetes mulungensis
- Dryocoetes naidaijinensis
- Dryocoetes niijimai
- Dryocoetes nitidicollis
- Dryocoetes nitidus
- Dryocoetes norimasanus
- Dryocoetes noumeanus
- Dryocoetes nubilus
- Dryocoetes orientalis
- Dryocoetes padi
- Dryocoetes papuanus
- Dryocoetes perakensis
- Dryocoetes piceae
- Dryocoetes picipennis
- Dryocoetes pilosiusculus
- Dryocoetes pilosus
- Dryocoetes pini
- Dryocoetes polonicus
- Dryocoetes polyphagus
- Dryocoetes pseudotsugae
- Dryocoetes pubescens
- Dryocoetes pumilio
- Dryocoetes pusillus
- Dryocoetes quadrisulcatus
- Dryocoetes ramicola
- Dryocoetes rotundicollis
- Dryocoetes rugatus
- Dryocoetes rugicollis
- Dryocoetes rugulosus
- Dryocoetes sachalinensis
- Dryocoetes samoanus
- Dryocoetes sarawakensis
- Dryocoetes sardus
- Dryocoetes schultzei
- Dryocoetes sechelti
- Dryocoetes semigranulatus
- Dryocoetes sidanus
- Dryocoetes similis
- Dryocoetes siporanus
- Dryocoetes starhoni
- Dryocoetes striatus
- Dryocoetes subdepressus
- Dryocoetes subimpressus
- Dryocoetes suecicus
- Dryocoetes sumatranus
- Dryocoetes taprobanus
- Dryocoetes tonkinensis
- Dryocoetes tonsus
- Dryocoetes tristiculus
- Dryocoetes uniseriatus
- Dryocoetes ursus
- Dryocoetes ussuriensis
- Dryocoetes villosus